# The Hacker
Michel Amato (1973, Grenoble, Ródano-Alpes) conocido como The Hacker es un músico y disyokey francés que se ha hecho famoso con Miss Kittin a finales de la década de los 90 con su primer álbum editado por el sello alemán International Deejays Gigolo. 
Miss Kittin & The Hacker lanzaron "First Album" en 2001. Muchos temas de este álbum, como "1982" y "Frank Sinatra" se convirtieron en himnos del movimiento electroclash. The Hacker es hoy uno de los productores franceses más importantes y su influencia ha atraído consigo a una legión de admiradores de electrónica ochentera influenciada por Depeche Mode, New Order, Giorgio Moroder, Cabaret Voltaire, Front 242 o Kraftwerk.

## Discografía

### Álbumes
- Champagne (EP) (con Miss Kittin) (1998)
- Intimités (con Miss Kittin) (1999)
- First Album (con Miss Kittin) (2001)
- Rêves Mécaniques (2004) #130 FRA
- Two (con Miss Kittin) (2009) #102 FRA

### Sencillos y EP
- 1996: Phunky Data EP - Interface
- 1997: Desynchronized EP - Doug Dunnerr Productions
- 1998: Girls On Film - GoodLife
- 1998: Le Danseur Parfait EP - Magic Trax
- 1999: A Strange Day EP - UMF
- 2000: Buy Some Remixes - Paparazzi Records
- 2000: Fadin' Away (Remixes)- GoodLife
- 2000: Methods of Force EP - Sativae
- 2000: Moments presents The Hacker - Moments
- 2000: Nothing Lasts - Missile Records
- 2001: Cabaret Futura EP - Feis
- 2001: Dead Zone - Dancefloor Killers
- 2001: GoodLife EP - GoodLife
- 2001: Just Play (Remixes) - Rotation Records
- 2001: Nothing Lasts (The Remixes) - Missile Records
- 2002: Cabaret Futura Vol. 2 - Feis
- 2002: Good Life 14 EP - GoodLife
- 2003: Connexion - Error 404
- 2003: Danse Industria - Turbo
- 2003: Moskow Reise - GoodLife (con Millimetric et David Carretta)
- 2003: To L'An-fer From Chicago - Error 404
- 2004: Flesh & Bone - Different/PIAS
- 2004: Life / Death E.P. - Dancefloor Killers
- 2005: Radiation (Remixes) - Different / PIAS
- 2005: Traces - Different / PIAS
- 2006: Art Et Industries - Different / PIAS
- 2007: Eurocold / Moon Patrol - Planete Rouge Records
- 2007: Space Travel - Notorious Elektro
- 2008: 2980 EP - Pias
- 2010: Haunted - Minimal Rome
- 2011: Black Hole - White Noise
- 2011: The Only One - Signature
- 2011: Crainte EP - Zone (con Gesaffelstein)
- 2012: Magical Voyage - Tigersushi Periculum
- 2012: Shockwave - Different

### Colaborando con Miss Kittin
- 1998: "1982"
- 2000: "Frank Sinatra"
- 2003: "Stock Exchange"
- 2003: "The Beach"
- 2007: "Hometown / Dimanche"
- 2009: "PPPO"
- 2009: "1000 Dreams"
- 2009: "Party in My Head"